# 巴季基
50°1′38″N 34°33′56″E / 50.02722°N 34.56556°E
巴季基（烏克蘭語：Батьки），是烏克蘭中部的村莊，隸屬波爾塔瓦州的波爾塔瓦區。該村處於德拉尼附近，面積6.509平方公里，海拔高度179米，2001年人口742。